# GRB 970508
GRB 970508 — гамма-всплеск (GRB — аббревиатура от англ. gamma-ray burst ), имевший место 8 мая 1997 года, в 21:42 UTC. Гамма-всплеск является масштабным выбросом энергии, причиной которого является взрыв в дальней галактике, создаёт гамма-лучи, наиболее мощную форму электромагнитного излучения, и часто сопровождается долго существующим «послесвечением», испускаемым на более длинных волнах (рентгеновских, ультрафиолетовых, оптических, инфракрасных и радио).
GRB 970508 был обнаружен монитором гамма-всплесков итальянско-голландской рентгеновской орбитальной обсерватории BeppoSAX. Астроном Марк Метцгер установил, что GRB 970508 произошёл на расстоянии по крайней мере 6 миллиардов световых лет от Земли; это было первое измерение расстояния до гамма-всплеска.
До этого всплеска астрономы никогда не достигали консенсуса относительно того, насколько далеко гамма-всплески происходят от Земли. Некоторые учёные поддержали идею, что гамма-всплески происходят в Млечном Пути, но они явно слабые, потому что выбрасываемое количество энергии не слишком велико. Другие пришли к выводу, что гамма-всплески происходят в других галактиках на космологических расстояниях и сопровождаются очень большими выбросами энергии. Хотя возможность существования нескольких видов гамма-всплесков означает, что две этих теории не являются взаимоисключающими, измерение расстояния до расположенного в чётко определённом месте источника гамма-всплеска за пределами Млечного Пути практически прекратило данную дискуссию.
GRB 970508 был также первым взрывом с наблюдаемым радиочастотным послесвечением. Анализируя флуктуирующую силу радиосигналов, астроном Дейл Фрэйл рассчитал, что источник радиоволн расширяется почти со скоростью света. Это убедительно доказывает, что гамма-всплески являются релятивистски расширяющимися взрывами.